# Kazimierz Nowicki
Kazimierz Marek Nowicki (ur. 24 listopada 1945 w Wilkołazie) – polski polityk i samorządowiec, działacz społeczny, w latach 1981–1989 i 1994–2002 prezydent Stargardu Szczecińskiego.

## Życiorys
Studiował w Wyższej Szkole Nauczycielskiej w Słupsku oraz Wyższej Szkole Pedagogicznej w Szczecinie. Był założycielem lokalnego koła Polskiego Stowarzyszenia na rzecz Osób z Upośledzeniem Umysłowym, został wiceprezesem zarządu głównego tej organizacji. W 2000 powołał pierwszy w Polsce Zakład Aktywności Zawodowej Centralna Kuchnia.
W latach 60. był koszykarzem Spójni Stargard, a od 1962 do 1981 sędzią koszykarskim w okręgu szczecińskim. Działacz Spójni Stargard, od 1981 do 2002 członek zarządu klubu. Od 1966 pracował jako nauczyciel. W 1972 został dyrektorem Szkoły Podstawowej nr 1 w Stargardzie Szczecińskim, którym był do 1981. W latach 1981–1989 był po raz pierwszy prezydentem Stargardu Szczecińskiego. W latach 90. został działaczem Sojuszu Lewicy Demokratycznej. W 1994 i w 1998 ponownie powoływany na urząd prezydenta miasta. W bezpośrednich wyborach w 2002, będąc kandydatem koalicji SLD-UP, przegrał w drugiej turze ze Sławomirem Pajorem. Przez rok pełnił obowiązki wiceprzewodniczącego rady miejskiej. Następnie wszedł w skład zarządu województwa zachodniopomorskiego, będąc wicemarszałkiem, funkcję tę pełnił do 2006.
Opracował system wspierania i rehabilitowania osób z niepełnosprawnością intelektualną (tzw. system stargardzki).
W 2012 Kazimierzowi Nowickiemu został nadany Medal Zasłużony dla Stargardu Szczecińskiego. Odznaczony Krzyżem Kawalerskim (1998) i Oficerskim (2013) Orderu Odrodzenia Polski.